# Maandbulletin van het Nationaal Bureau voor Vrouwenarbeid
Maandbulletin van het Nationaal Bureau voor Vrouwenarbeid was een tijdschrift dat tussen 1920 en 1936 maandelijks verscheen in Nederland, de Nederlandse Antillen en toenmalig Nederlands-Indië. Het blad stond onder redactie van Anna Polak en Marie Heinen, directeur en adjunct-directeur van het Nationaal Bureau voor Vrouwenarbeid. In het bulletin stonden bijdragen over de arbeiderspositie van de vrouw in de jaren 20 en 30 van de twintigste eeuw, waarbij ook cijfermateriaal werd geleverd. Daarnaast publiceerde het blad informatie over wetten, wetsvoorstellen, de arbeidsmarkt en arbeidsomstandigheden (ongelijke beloning voor mannen en vrouwen kwam bijvoorbeeld aan bod). Tevens stonden er in het bulletin overlijdensadvertenties.